# 아라이정 (시즈오카현)
아라이정(일본어: 新居町)은 일본 시즈오카현 후치군·하마나군의 정이었다. 면적은 13.47km2이고 인구는 2010년 3월 1일 기준으로 16,975명이다.
2010년 3월 23일에 고사이시에 편입되었다.

## 지리
시즈오카 현의 엔슈 서부, 하마나호가 엔슈나다와 연결되는 절단면의 서안에 위치한다.

## 역사
중세에는 관문이 두어져 교통의 요충지로서 번창하였다. 건물은 현재 유일 남아 있는 관문 건조물로서 일본의 특별 사적으로 지정되어 있다.
- 1889년 4월 1일 - 정촌제 시행에 의해 후치군 아라이정이 설치되었다.
- 1896년 4월 1일 - 군의 재편에 의해 하마나군 아라이정이 되었다.
- 2010년 3월 23일 - 고사이시에 편입되었다.

## 교통

### 철도
- 도카이 여객철도 도카이도 본선

### 도로
- 국도 1호선
- 국도 42호선
- 국도 301호선